# ISA
ISA (от англ. Industry Standard Architecture, ISA bus, произносится как ай-эс-эй) — устаревшая 8- или 16-разрядная шина ввода-вывода IBM PC-совместимых компьютеров. Служит для подключения плат расширения стандарта ISA. Конструктивно выполняется в виде 62- или 98-контактного разъёма на материнской плате.
Для встроенных систем существует вариант компоновки шины ISA — шина PC/104. Электрически она полностью совместима с шиной ISA, но отличается от неё конструкцией разъёмов.

## История
Впервые шина ISA появилась в 1981 году на компьютерах IBM PC с использованием видеокарт MDA и CGA. Это была 8-разрядная шина с частотой до 8 МГц и скоростью передачи данных до 4 Мбайт/с (передача каждого байта требовала минимум двух тактов шины). Разъём состоял из 62 контактов, из которых 8 использовалось для данных, 20 — для адреса, остальные — для управляющих сигналов, а также подачи напряжений питания (GND, +5 В, −5 В, +12 В и −12 В).
В 1984 году шина была усовершенствована. Была удвоена разрядность данных (что повлекло удвоение пропускной способности) и добавлены четыре разряда адреса; кроме того, увеличилось число линий запросов прерываний (IRQ) и запросов прямого доступа к памяти (DMA). Также в 16-разрядной шине ISA любое подключенное к ней устройство могло выступать в роли задатчика, то есть инициировать операцию обмена данными (в 8-разрядной шине задатчиками были только процессор и контроллер DMA). Для подключения 16-разрядных устройств используются разъёмы, состоящие из двух частей: полностью совместимой с 8-разрядной шиной 62-контактной и новой 36-контактной.
Ввиду движения по направлению к проприетарной шине Micro Channel Architecture (MCA) IBM тогда практически прекратила поддержку ISA в своих продуктах.
В противовес усилиям IBM по созданию MCA, в 1988 консорциумом из девяти основных производителей компьютеров была обнародована 32-разрядная архитектура системной шины EISA, которая при сходных возможностях и перспективах развития являлась всего лишь надстройкой над «классической ISA».
В 1993 году компании Intel и Microsoft усовершенствовали шину, добавив платам возможность поддерживать технологию Plug and Play, которая позволяла BIOS'у и/или операционной системе самостоятельно автоматически (без участия человека) определять ресурсы, назначаемые устройству (прерывание, диапазон портов ввода/вывода, адреса памяти для обмена с системой и т. п.).
ISA был основным интерфейсной шиной на системах типа AT. 
С выпуском спецификации PC99, которая декларировала полный отказ от шины ISA, её роль в компьютерах стала сокращаться. 
С появлением материнских плат форм-фактора ATX и соответствующих плат адаптеров шина ISA перестала широко использоваться в компьютерах (стала вытесняться перспективной PCI), хотя встречается в промышленных компьютерах (как правило, в качестве «мезонинной шины» в специальной корзине расширения).
Последним чипсетом домашнего назначения, использующим шину ISA, стал KT133A фирмы VIA, выпускавшийся в 2000—2001 годах.